# Túpolev ANT-37
El Túpolev ANT-37 (o DB-2) fue un bombardero bimotor soviético de largo alcance, diseñado y construido por la Oficina de Diseño Túpolev, bajo la dirección de Pável Sujói. La aeronave no entró en producción, pero se utilizaron tres ejemplares de este modelo para investigación y realizar vuelos de larga distancia.

## Diseño y desarrollo
En 1934, la dirección de la Fuerza Aérea Soviética formuló sus ideas sobre las características que debía tener un bombardero de largo alcance. De acuerdo con ellos, dicho bombardero tenía que transportar 1000 kg de bombas a un alcance de al menos 3000 km y tener una velocidad máxima en vuelo de al menos 350 km/h. En el otoño de 1934 (según algunas fuentes, en diciembre), la Oficina de Diseño Túpolev (Túpolev OKB, Opytno Konstruktórskoye Biuró) comenzó a desarrollar un avión de este tipo, que se denominó Túpolev ANT-37 (oficialmente, DB-2). Las pruebas debían comenzar en el verano de 1935. El desarrollo fue realizado por un equipo de diseñadores liderado por Pável Sujói.
El proyecto se desarrolló sobre la base del esquema aerodinámico del Túpolev ANT-25, como un monoplano con un ala de alta relación de aspecto (11,3) y una carga específica baja; sin embargo, a diferencia del ANT-25, estaba propulsado por dos motores radiales Gnome-Rhône Mistral Major 14K de 597 kW (800 hp) o bien su análogo de construcción soviética, el M-85. Durante la construcción se utilizaron componentes separados del avión Túpolev ANT-36 (o DB-1). En la bodega interna se supuso una carga de bombas de 1050 kg, que podría aumentarse con soportes de bombas externos hasta 2050 kg. Se suponía que el avión tendría un alcance en vuelo de aproximadamente 5000 km a una velocidad de 250 km/h y estaría armado con tres ametralladoras ShKAS.
El 15 de junio de 1935 se completó el primer prototipo del avión en los talleres de la planta de diseño experimental del TsAGI (luego renombrada como planta de aviones N.º 156). Las pruebas de fábrica comenzaron al día siguiente. El avión fue probado por el piloto K.K. Popov. El 15 de julio, el avión fue trasladado para realizar pruebas estatales. El 20 de julio se produjo una catástrofe cuando el prototipo se estrelló, después de que la cola se partiera en pedazos durante el vuelo, como resultado de vibraciones en la misma. El accidente estimuló una mayor investigación sobre el aleteo y el bataneo.
El 18 de febrero de 1936 se completó la construcción del segundo prototipo del avión, llamado DB-2bis. En él se reforzó el fuselaje. El 25 de febrero se realizó el primer vuelo. El 20 de agosto del mismo año, tras finalizar las pruebas de fábrica, la aeronave, pilotada por el piloto de pruebas M. Yu. Alekseev, realizó un vuelo sin escalas Moscú-Omsk-Moscú en 23 horas y 20 minutos, con una distancia de 4955 km, con una carga de bombas de 1000 kg y una velocidad media de 213 km/h.
Su velocidad estaba por debajo de los requisitos establecidos, pero el alcance era significativamente mayor que los mismos. Las pruebas revelaron la vibración del conjunto de la cola a velocidades de 140-150 km/h. La máquina se retiró de las pruebas y se detuvieron los trabajos en la versión de bombardeo del avión. Además, al mismo tiempo, se probó el avión Ilyushin DB-3, desarrollado en la OKB-39 bajo el liderazgo de Serguéi Iliushin. El avión de Iliushin era superior al de Túpolev en varios parámetros, por lo que fue este último el que se aprobó finalmente para su producción en serie.

### Túpolev ANT-37bis "Rodina"

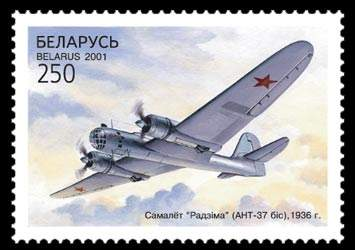
Sello postal de Bielorrusia de 2001, que representa un Túpolev ANT-37.

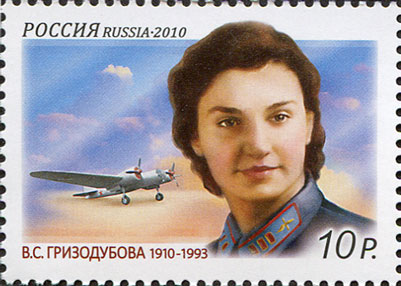
Sello postal de Rusia de 2010 que representa a Valentina Grizodúbova y el Túpolev ANT-37, con el que realizó su histórico vuelo.

Un ejemplar sin terminar del DB-2 permaneció en la Planta N.º 18 de Moscú. Dado que la aeronave tenía una buena autonomía de vuelo, se convirtió en una aeronave para largas distancias con un alcance de vuelo de 7000-8000 km. El avión se denominó ANT-37bis (DB-2B) o «Rodina» (lit. Patria). El avión estaba equipado con motores M-86 más potentes, con una capacidad de 950 hp a una altitud de 4200 m con hélices de paso variable de tres palas. Se retiró el armamento, se aumentó el volumen de los depósitos de combustible y se rediseñó el morro del fuselaje. Otro avión que estaba en construcción, una copia del "Rodina" y diseñado para alcanzar los 12 000 km, no se completó.
El avión "Rodina" tenía un fuselaje liso, largueros en forma de tubos de metal, el estabilizador estaba arriostrado mediante cables al fuselaje y a la deriva. El tren de aterrizaje se replegaba hacia las góndolas motoras, siendo eléctrico su mecanismo de retracción. Por primera vez en la URSS, el tren de aterrizaje se desplegaba y se replegaba con solo presionar un botón. Después de las reparaciones, el avión fue operado en Aeroflot y luego, hasta 1943, por el Comisariado del Pueblo de la Industria de Aviación de la URSS.
Fue en este avión en el que la tripulación formada por Valentina Grizodúbova, Polina Osipenko y Marina Raskova realizó un histórico vuelo sin escalas desde Moscú hasta Komsomolsk del Amur, al este de la Unión Soviética, cerca del océano Pacífico, del 24 al 25 de septiembre de 1938, estableciendo un récord internacional de vuelo femenino de larga distancia (durante 26 horas 29 minutos recorrieron una distancia de 6450 km sin escalas).

## Variantes
ANT-37 (DB-2)
Primer prototipo de bombardero de largo alcance, uno construido.
DB-2bis
Segundo prototipo modificado, uno construido.
ANT-37bis (DB-2B)
DB-2 muy modificado para vuelos récord, uno construido y otro sin completar.

## Operadores
Unión Soviética
- Fuerza Aérea Soviética

## Especificaciones (DB-2)
Referencia datos: Orbis, Vaclav

### Características generales
- Tripulación: Tres
- Longitud: 15 m (49,2 ft)
- Envergadura: 31 m (101,7 ft)
- Superficie alar: 84,9 m² (913,9 ft²)
- Peso vacío: 5855 kg (12 904,4 lb)
- Peso cargado: 12 500 kg (27 550 lb)
- Planta motriz: 2× motor radial de 14 cilindros en dos filas refrigerado por aire Gnome-Rhône 14K.
  - Potencia: 597 kW (823 HP; 812 CV) cada uno.

### Rendimiento
- Velocidad máxima operativa (Vno): 342 km/h (213 MPH; 185 kt)
- Alcance: 5000 km (2700 nmi; 3107 mi)

## Aeronaves relacionadas

### Aeronaves similares
- Ilyushin DB-3

### Secuencias de designación
- Secuencia ANT-_ (interna de Túpolev): ← ANT-31 - ANT-35 - ANT-36 - ANT-37 - ANT-40 - ANT-41 - ANT-42 →
- Secuencia DB-_ (Bombarderos de Largo Alcance soviéticos, 1923-1940): DB-1 - DB-2 - DB-3/F - DB-4 - DB-240 →